# Ніно Рота
Ні́но Ро́та (італ. Nino Rota; 3 грудня 1911, Мілан — 10 квітня 1979, Рим) — італійський композитор, автор музики до багатьох популярних фільмів.

## Біографія
Народився у Мілані, в сім'ї музикантів. У дитинстві, переїхавши в Рим, вступив до консерваторії, яку закінчив 1929 року. В консерваторські роки, в 1923 році, в Мілані була поставлена його перша ораторія — «L'infanzia di San Giovanni Battista».
З 1930 по 1932 роки Рота жив у США, отримав вчений ступінь у Кертисовському інституті, де він навчався композиції у Розаріо Скалеро і Фріца Рейнера. Після повернення до Італії вивчав літературу в Міланському університеті; пізніше, в 1937 році, почав викладацьку кар'єру. Починаючи з 1950 року і до своєї смерті в 1979 році займав пост директора консерваторії Барі. Помер композитор у Римі.

## Творчість
Ніно Рота є автором ряду опер, серед яких
- «Ariodante» (1942),
- «Torquemada» (1943),
- «I due timidi» (Двоє боязких) (1950),
- «Il capello di paglia di Firenze» (Флорентійський солом'яний капелюх) (1955),
- «La notte di un nevrastenico» (Ніч неврастеніка) (1959–1960),
- «Aladino e la lampada magica» (Аладдін та чарівна лампа) (1968),
- « La visita meravigliosa» (Дивовижний візит) (1970),
- «Napoli milionaria» (Неаполь мільйонер) "(1977)

та балетів:
- «La rappresentazione di Adamo ed Eva» (Репрезентація Адама та Єви) (1957),
- «La Strada» (Дорога) (1965),
- «Aci e Galatea» (1971),
- «Le Moliere imaginaire» (фр. Уявний Мольєр) (1976)
- «Amor di poeta» (Любов поета) (1978, був спеціально написаний для Моріса Бежара).

Крім того, композитор створив величезну кількість творів для оркестру.
З початку 1940-х Рота почав писати музику до кінофільмів, працював з режисерами Ренато Кастеллані, Лукіно Вісконті, Франко Дзефіреллі, Маріо Монічеллі, Френсісом Фордом Копполою (у 1974 Рота був удостоєний премії «Оскар» за найкращий музичний супровід до його фільму «Хрещений батько: частина II»), Едуардо де Філіппо, але найпліднішою виявилося його багаторічна співпраця з Федеріко Фелліні — Рота є автором музики до всіх його фільмів, починаючи з «Білого шейха» (1952) і закінчуючи «Репетицією оркестру» (1979).
Також композитор був автором музичного супроводу для театральних вистав Едуардо де Філіппо, Франко Дзефіреллі та Лукіно Вісконті.

## Вибрана фільмографія
- 1933 — / Treno Popolare

### 1940-і
- 1944 — / Zaza
- 1947 — Жити в мирі / Vivere in pace
- 1948 — Під сонцем Риму / Sotto il sole di Roma
- 1948 — / Fuga in Francia
- 1948 — / E primavera …
- 1948 — / Senza pieta
- 1949 — Кришталева гора / The Glass Mountain
- 1949 — / Obsession
- 1949 — / Pirates of Capri

### 1950-і
- 1951 — / Valley of Eagles (Terence Young, 1951)
- 1951 — Анна / Anna
- 1952 — Білий шейх / Lo Sciecco Bianco (реж. Федеріко Фелліні)
- 1953 — / I Vitelloni (реж. Федеріко Фелліні)
- 1953 — / Fanciulle di lusso (1953)
- 1953 — Ворог суспільства № 1 / L'Ennemi public nº 1 (реж. Анрі Верней)
- 1954 — Велика надія / La Grande speranza
- 1954 — Дорога / La Strada (реж. Федеріко Фелліні)
- 1954 — Mambo
- 1955 — Друзі на все життя / Amici per la pelle
- 1955 — Accadde al penitenziario
- 1955 — Герой нашого часу / Un eroe dei nostri tempi
- 1955 — Шахраї / Il Bidone
- 1955 — Римська красуня / La bella di Roma
- 1956 — Війна і мир / War & Peace
- 1957 — Лікар і чаклун / Il medico e lo stregone (реж. Маріо Монічеллі)
- 1957 — Білі ночі / Le Notti bianche
- 1957 — Ночі Кабірії / Le notti di Cabiria
- 1958 — Закон є закон / La loi, c'est la loi (реж. Крістіан-Жак)
- 1958 — Фортунелла / Fortunella
- 1958 — La Diga sul Pacifico
- 1959 — Велика війна / La Grande Guerra

### 1960-ті
- 1960 — На яскравому сонці / Plein Soleil
- 1960 — Солодке життя / La Dolce Vita (реж. Федеріко Фелліні)
- 1960 — Рокко та його брати / Rocco ei Suoi Fratelli (реж. Лукіно Вісконті)
- 1961 — Fantasmi a Roma
- 1961 — Il Brigante
- 1961 — Найкращі вороги / I due nemici (реж. Гай Гамільтон)
- 1962 — The Reluctant Saint
- 1962 — Боккаччо-70 / Boccaccio '70 (для Федеріко Фелліні & Лукіно Вісконті, 1962)
- 1963 — Леопард / Il Gattopardo (реж. Лукіно Вісконті)
- 1963 — Вісім з половиною / 8 1 / 2 (реж. Федеріко Фелліні)
- 1963 — Учитель з Віджевано / Il maestro di Vigevano (реж. Еліо Петрі)
- 1964 — Il Giornalino di Gian Burrasca (Lina Wertmuller, 1964)
- 1965 — Джульєтта і духи / Giulietta degli Spiriti (реж. Федеріко Фелліні)
- 1966 — Spara forte, piu forte, non capisco
- 1967 — Приборкання норовливої / The Taming of the Shrew (реж. Франко Дзефіреллі)
- 1967 — Ромео і Джульєтта / Romeo & Juliet (реж. Франко Дзефіреллі)
- 1968 — / Tre Passi nel Delirio (реж. Франко Дзефіреллі)
- 1969 — Сатирикон Фелліні / Fellini Satyricon (реж. Федеріко Фелліні)

### 1970-ті
- 1970 — Клоуни / I Clowns (реж. Федеріко Фелліні)
- 1970 — Ватерлоо / Waterloo (реж. Сергій Бондарчук)
- 1972 — Рим
- 1972 — Хрещений батько / The Godfather (реж. Френсіс Форд Коппола)
- 1973 — Hi wa shizumi, hi wa noboru (1973)
- 1973 — Амаркорд / Amarcord (реж. Федеріко Фелліні)
- 1973 — Любов і анархія / Film d'amore ed'anarchia, ovvero stamattina alle 1910 in Via dei Fiori nella nota casa di tolleranza (реж. Ліна Вертмюллер)
- 1974 — Хрещений батько 2 / The Godfather Part II (реж. Френсіс Форд Коппола)
- 1974 — The Abdication (1974)
- 1976 — Казанова Федеріко Фелліні / Il Casanova di Федеріко Фелліні (реж. Федеріко Фелліні)
- 1976 — Дорогий Мікеле / Caro Michele, реж. Маріо Монічеллі
- 1978 — Репетиція оркестру / Prova d'orchestra (реж. Федеріко Фелліні)
- 1978 — Смерть на Нілі / Death on the Nile (реж. Джон Гіллермін)
- 1979 — Ураган / Hurricane (реж. Ян Труель)